# Глуховская центральная районная библиотека
Глуховская библиотека — одна из трёх старейших библиотек Украины после научной библиотеки Львовского государственного университета им. И. Франко (1608) и библиотеки Национального университета «Киево-Могилянская Академия» (1701). Она является одним из первых культурно-образовательных заведений в Сумской области и центральной библиотекой в системе образовательных учреждений района, которая насчитывает 49 библиотек, управляющая всеми другими.

## История

Глуховской центральной районной библиотеке 220 лет

Глуховская библиотека начала своё существование в 1790 году и содержалась в уездном училище. Книги заведения были доступны лишь отдельным уездным и городским чиновникам.
В 1874 году библиотека ради коммерческой выгоды была преобразована в общественную. Каждый желающий за небольшую плату мог получить доступ к литературе (книгам, газетам, журналам) культурно-образовательного учреждения.
При советской власти услуги учреждения были бесплатными.
В 1976 году Глуховская библиотека была объединена с другими массовыми библиотеками города и района в единую центральную районную библиотеку. Таким образом при новообразованном учреждении были сформированы новые отделы: методико-библиографический, отдел комплектования и обработки литературы, юношеский отдел.
В 1990 году Глуховской библиотеке исполнилось 200 лет. По этому случаю в заведении проводилась книжно-иллюстративная выставка «Рыцари света чудесного, мира безграничного, мира книжного» (укр. «Лицарі світу чудового, світу безмежного, світу книжкового»). Целью мероприятия было ознакомление широкой общественности с историей Глуховской библиотеки и создателями (как с самими читателями, так и с людьми связанными с библиотекой) заведения.

## Фонды библиотеки

Выставка книг о Глуховщине

При основании библиотеки в ней насчитывалось около 100 книг. Её рост происходил очень медленно, что было обусловлено небрежным отношением царизма к культурно-образовательным учреждениям для населения. Так состоянием на 1860 год на содержание библиотеки было выделено всего 42 руб. 85 коп., при том что её литературный фонд составлял 1251 книгу.
В конце XIX века на приобретение новых книг, подписку газет и журналов расходовалось 325—350 руб., а суммарная стоимость содержания библиотеки в год тогда составляла 700—750 руб.
По инициативе М. В. Шугурова (1843—1901), сотрудника журнала «Киевская старина», в заведении создавался музей. После смерти инициатора, в 1902 году его вдова Н. А. Шугурова передала основу музейной коллекции из книг и подборок древних документов в размере 1348 экземпляров и коллекцию гравюр по истории края в размере 53 оттисков библиотеке.
Во время Великой Отечественной войны книжные фонды библиотеки понесли большие потери. Однако, несмотря на это, роль учреждения в культурной жизни города росла, и уже в 1966 году объём экземпляров печатной литературы составил 32 188 штук. После реструктуризации библиотеки в 1976 году её фонд составлял 52 603 экземпляра.
В 2000 году книжный фонд заведения насчитывал более 85 тысяч книг. В течение года в библиотеку поступает 8 тысяч новых изданий. Услугами заведения пользуются 6 тысяч читателей.